# João Peres de Gusmão
João Peres de Gusmão (1240 – 1285), foi senhor de Gusmão, localidade Castela e Leão da província de Burgos e Senhor de Aviados, localidade do município espanhol de Valdepiélago, situado na província de Leão, em Castela e Leão,  pelo casamento.

## Relações familiares
Foi filho de Pedro Nunes de Gusmão, senhor de Gusmão e de Urraca Garcia de Villamayor, senhora de Roa.